# Luqa St. Andrew's FC
El Luqa St. Andrew's FC es un equipo de fútbol de Malta que juega en la liga Nacional Aficionada Maltesa, la tercera categoría nacional.

## Historia
Fue fundado en el año 1934 en la ciudad de Luqa, teniendo en sus primeros años como mejor participación el haber llegado a jugar en la Segunda División de Malta en dos periodos. Tras la Pandemia de COVID-19 fue uno de los equipos fundadores de la Liga Nacional Aficionada Maltesa, de la cual fue su primer campeón.

## Palmarés
- Liga Nacional Aficionada Maltesa: 1

2020/21

## Gerencia
- Presidente: Evan Camilleri
- Vice Presidente: Carmelino Martinelli
- Secretario: Godfrey Borg
- Tesorero: Nathanael Falzon